# Stearato di litio
Lo stearato di litio è un sapone metallico di formula CH3(CH2)16COOLi.
Viene preparato per reazione tra l'acido stearico e l'idrossido di litio. È utilizzato come addensante e gelificante nella produzione di grassi lubrificanti.